# Reggenza di Cilacap
La reggenza di Cilacap (in indonesiano: Kabupaten Cilacap), anche detta Tjilatjap, Chilachap o Chilatjap, è una reggenza dell'Indonesia, situata nella provincia di Giava Centrale.